# 니시자와 시에나

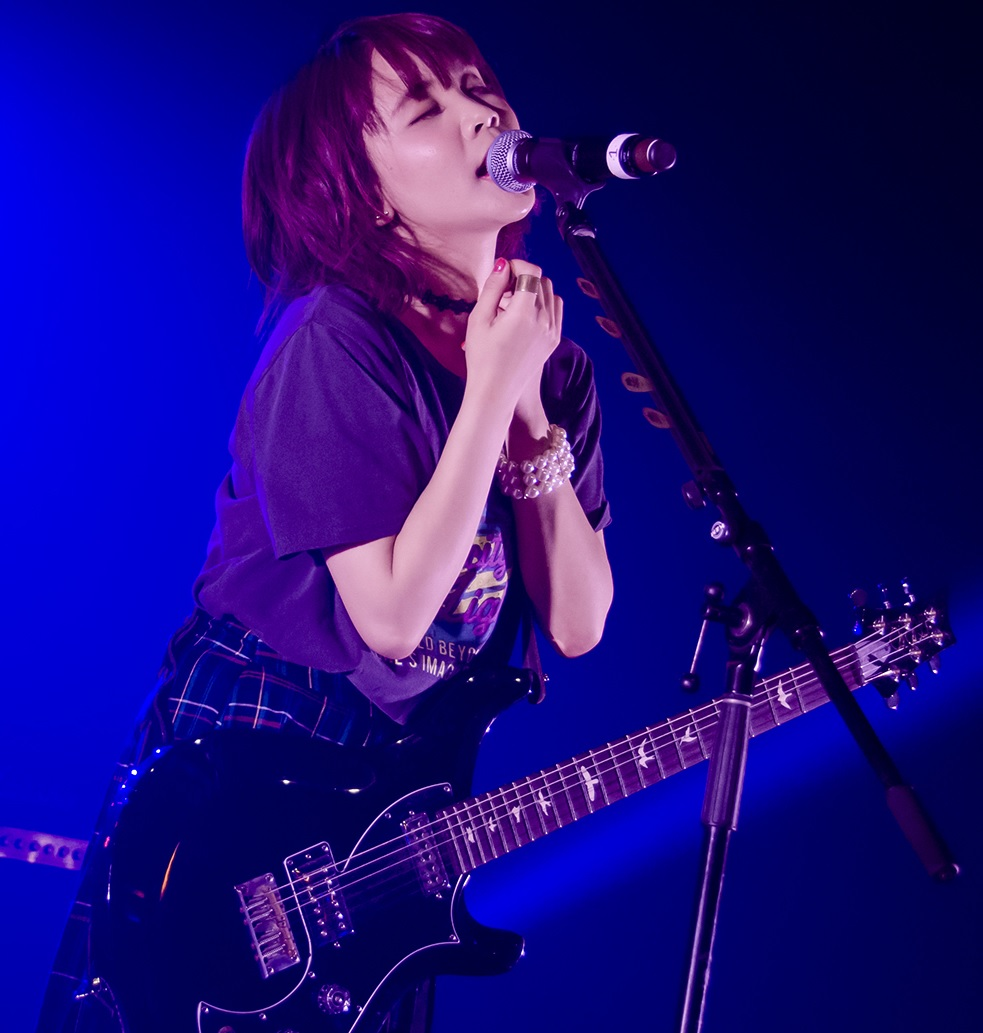

니시자와 시에나(西沢幸奏, 1997년 2월 23일 ~ )는 예명인 엑시나(EXiNA)로도 알려진 사이타마현 출신의 일본 팝 록 가수로, 소니 뮤직 엔터테인먼트 산하의 사크라 뮤직과 계약했다. 2014년 첫 번째 FlyingDog 오디션에서 그랑프리를 수상했다. 2015년 데뷔 싱글 "Fubuki"를 발매했고, 2017년 첫 앨범 Break Your Fate를 발매했다.
니시자와의 음악은 그녀의 아버지와 데이브 그롤과 같은 아티스트의 영향을 받았다. 그녀의 노래는 함대 컬렉션과 학전도시 애스터리스크 등의 애니메이션 시리즈에 등장했다. 또한 유럽과 아시아의 애니메이션 이벤트에 출연했다. 2017년 4월 그녀는 공식 팬클럽 Face to Face를 열었다. 2019년 7월 그녀는 새로운 예명인 엑시나를 사용하기 시작했고, 소니 뮤직 엔터테인먼트 산하의 사크라 뮤직으로 옮겼다.

## 어린 시절과 교육
니시자와는 1997년 2월 23일 사이타마현에서 태어났다. 어린 시절부터 음악에 관심이 있었지만, 중학교 때 아버지가 사용하던 기타를 받은 후 음악 경력을 쌓는 데 관심을 갖게 되었다. 2014년, 그녀는 아직 고등학생이던 시절에 첫 번째 FlyingDog 오디션에서 3,000명의 다른 지원자를 물리치고 그랑프리를 수상했다.